# Heinrich Hoffmann (Theologe, 1874)
Heinrich Hoffmann (* 7. Mai 1874 in Leipzig; † 12. Oktober 1951 in Bern) war ein deutscher evangelischer Theologe und Hochschullehrer.

## Leben
Heinrich Hoffmann war der Sohn von Otto Hoffmann und dessen Ehefrau Maria (geb. Lincke).
Er immatrikulierte sich an der Universität Tübingen und begann ein Theologie-Studium, das er an den Universitäten in Halle, Leipzig, Berlin und Heidelberg fortsetzte; er war ein Schüler von Adolf von Harnack und Ernst Troeltsch.
1903 promovierte er mit seiner Dissertation Die Leibniz’sche Religionsphilosophie in ihrer geschichtlichen Stellung zum Dr. phil. und wurde 1905 Privatdozent für Theologie an der Theologischen Fakultät der Universität Leipzig. Zusammen mit Leopold Zscharnack gab er die Studien zur Geschichte des neueren Protestantismus heraus, die seit 1907 erschienen.
1912 wurde er als ordentlicher Professor für Kirchengeschichte an die Universität Bern berufen, deren Rektor er von 1922 bis 1923 war. 1926 erhielt er auch noch das Lehrfach für Dogmengeschichte.
In den Jahren von 1918 bis 1920, 1924 bis 1926, 1930 bis 1932, 1938 bis 1940 war er Dekan der Theologischen Fakultät.
Heinrich Hoffmann war mit Else (geb. Behrens) verheiratet.

### Theologisches und schriftstellerisches Wirken
Heinrich Hoffmanns geistesgeschichtliche Studien galten vor allem der historischen und gedanklichen Klärung des Verhältnisses von Reformation und Moderne. Hierzu veröffentlichte er 1934 seine Schrift Der Idealismus und das Christentum, 1944 Die Religion im Leben und Denken Pestalozzis und  1951 Die Humanitätsidee in der Geschichte des Abendlandes.

## Schriften (Auswahl)
- Die Leibniz’sche Religionsphilosophie in ihrer geschichtlichen Stellung. Tübingen und Leipzig, J. C. B. Mohr (Paul Siebeck) 1903.
- Die Aufklärung. Tübingen: Mohr, 1912.
- Reformationsfeier an der Universität Bern. Bern Francke 1917.
- Fest-Predigt zur Kaiser-Geburtstagsfeier 1918 der Deutschen Kolonie in Bern. Bern: Akad. Buchh. Drechsel, 1918.
- Die Berner Disputation von 1528. Bern Dr. Gustav Grunau 1928.
- Der Idealismus und das Christentum. Bern; Leipzig: Paul Haupt, 1934.
- Goethes Religion. Bern, P. Haupt, 1940.
- Herders Bedeutung für Religion und Theologie. Bern, 1944.
- Die Religion im Leben und Denken Pestalozzis. Bern, 1944.
- Christentum und Antike bei Adolf von Harnack und Ernst Troeltsch. Bern, 1947.
- Renaissance, Humanismus und Reformation. Bern, 1948.
- Der Protestantismus – Wesen und Wandlungen. Freiburg i. Br. Bielefeld 1948.
- Tod und Jenseits im Glauben des Abendlandes. Bern: P. Haupt, 1949.
- Die Humanitätsidee in der Geschichte des Abendlandes. Bern, H. Lang 1951.